# 尤寧敦 (密西西比州)
尤寧敦（英語：Uniontown）是位於美國密西西比州傑佛遜縣的鬼鎮。

## 地理
尤寧敦所處的海拔為高於海平面57米（即187英呎），而該地所採用的時區為UTC-6，即北美中部時區（CST）。同時該地設有夏令時間，為UTC-6調快一小時，即UTC-5（CDT）。